# Вулкан на Чьорни
Вулканът на Чьорни (на руски: Вулкан Чёрного) (Йо сан, Северният брат) заема централната част на малкия остров Чирпой, част от групата Черните братя, принадлежащи към Южните Курилски острови. Административно попада в Сахалинска област на Русия. Чирпой е разположен между по-големите острови Симушир и Уруп и съдържа половин дузина вулканични масиви, разпръснати в частично потопена калдера с ширина 8 – 9 км. Южният ръб на калдерата е обърнат към близкия остров Брат Чирпоев. Два от тези вулкани са активни – Сноу в южната част и Вулканът на Чьорни, който образува централния конус на острова и е по-старият от двата. Вулканът носи името на казашкия сотник Иван Чьорни, изследовател на Курилските острови, водач на експедиция до островите Уруп и Итуруп през 1767-1768 г.

## Описание
Вулканът на Чьорни е симетричен стратовулкан, издигнал се през Холоцена. Отделен е от съседния вулкан Чирпой с малка седловина. Височината му според Сахалинската и Камчатската групи за реагиране на вулканични изригвания, е 624 м над морското равнище. По данни на Global Volcanism Program към Смитсоновия институт тази височина е 589 м. На върха си има добре изразен и запазен кратер с диаметър 330 м и дълбочина 150 м. Ръбът му е плосък, без забележими понижения или изпъкналости, вижда се само леко издигане на север. Вътрешните стени на кратера изглеждат като стръмна фуния с ъгъл на наклона около 60°. Дъното е плоско, с диаметър 150 м. По него са разпръснати няколко активни фумароли.
Вулканът е изграден от двупироксенови андезити. Склоновете на конуса са равни, без изявени ерозионни деформации. Наслояванията по повърхността му са светли, резултат от минали пирокластични вълни. На места се виждат лавови потоци, плътно покрити с вулканична пепел, особено в началото на излива си. От кратера по западния скат се спуска дебел, широк лавов поток и достига до брега на Охотско море. По източния се стича поредица от потоци, най-дългят от които се спуска на 3 км надолу по склона, продължава по седловината между Чьорни и Чирпой и достига до Тихия океан, където оформя ясно изразен нос. На източното подножие на конуса на вулкана има два странични кратера, които приличат на амфитеатри. Лавата, изтекла от тях, образува силно издадения в океана нос Удушливи.

## Активност
Документирани са две изригвания на Вулкана на Чьорни – през 18 и 19 век:
- 1712 г. ± 365 дни – Изригва на 31 декември с вулканичен експлозивен индекс 4.[1]
- 1854 г. – Не е ясно дали изригването през тази година е станало от съседния вулкан Сноу, или от Чьорни.[5]
- 1857 г. – През юли вулканът изригва с ВЕИ = 3.[1]
- 1990 г. – През октомври от кратера и отворите на фумаролите, намиращи се близо до върха, се издигат облаци пара.[1]
- 2019 г. – Отбелязана е силна фумаролна активност по дъното и стените на кратера на вулкана. В горната част на западния склон се намира мощна, линейно разположена група от действащи солфатари, което говори за наличието на затворена радиална пукнатина на това място.[2][5]